# Aedes stoneorum
Aedes stoneorum är en tvåvingeart som beskrevs av E. Sydney Marks 1977. Aedes stoneorum ingår i släktet Aedes och familjen stickmyggor. Inga underarter finns listade i Catalogue of Life.